# Мајер (Аризона)
Мајер (енгл. Mayer) насељено је место без административног статуса у америчкој савезној држави Аризона.

## Демографија
По попису из 2010. године број становника је 1.497, што је 89 (6,3%) становника више него 2000. године.
| Група             | 2000.         | 2010.         |
| Белци             | 1.241 (88,1%) | 1.350 (90,2%) |
| Афроамериканци    | 0 (0,0%)      | 5 (0,3%)      |
| Азијати           | 3 (0,2%)      | 0 (0,0%)      |
| Хиспаноамериканци | 126 (8,9%)    | 94 (6,3%)     |
| Укупно            | 1.408         | 1.497         |